# Poroszi
Poroszi (1899-ig Prusz, szlovákul Prusy) község Szlovákiában, a Trencséni kerületben, a Báni járásban.

## Fekvése
Bántól 3 km-re északra fekszik.

## Története
1208-ban „Prus” néven említik először. 1389-ben „Prúzy” formában találjuk, ekkor Zayugróc várának uradalmához tartozott, később a trencsén-báni uradalom része lett. 1419-ben „Prwsy” alakban szerepel az írott forrásokban. 1598-ban malma és 17 háztartása volt. 1728-ban 8 adózó háztartással rendelkezett. 1784-ben 39 házában 57 családban 306 lakos élt.
A 18. század végén Vályi András így ír róla: „PRUSZI. Tót falu Trentsén Vármegyében, földes Ura Gr. Illésházy Uraság, lakosai katolikusok, fekszik Bánnak szomszédságában, mellynek filiája, határjának javai jelesek, első osztálybéli.”
1828-ban 30 háza volt 355 lakossal, akik főként mezőgazdasággal foglalkoztak.
Fényes Elek 1851-ben kiadott geográfiai szótárában így ír a faluról: „Pruzs, tót falu, Trencsén, most A. Nyitra vmegyében, a báni uradalomban: 354 kath. lak.”
A trianoni békéig Trencsén vármegye Báni járásához tartozott.
A háború után lakói mezőgazdaságból éltek és építkezéseken dolgoztak.

## Népessége
| Év:            | 1994. | 2004.   | 2014.   | 2024.    |
| -------------- | ----- | ------- | ------- | -------- |
| Emberek száma: | 531   | 551     | 598     | 666      |
| Eltérés:       |       | +3,76 % | +8,52 % | +11,37 % |

| Év:            | 2023. | 2024.   |
| -------------- | ----- | ------- |
| Emberek száma: | 648   | 666     |
| Eltérés:       |       | +2,77 % |

1910-ben 516, túlnyomórészt szlovák anyanyelvű lakosa volt.
2001-ben 539 lakosából 534 szlovák volt.
2011-ben 561 lakosából 551 szlovák volt.

## Külső hivatkozások
- Községinfó
- Poroszi Szlovákia térképén
- E-obce.sk Archiválva 2008. március 17-i dátummal a Wayback Machine-ben